# Peterskapelle (Freising)
Die Kapelle St. Peter war eine katholische Kapelle auf dem Domberg in Freising. Die Kapelle lag nur wenige Meter vom Eingang des Freisinger Doms und des Kollegiatstifts St. Johannes entfernt. 

## Geschichte
Die in der ersten Hälfte des 9. Jahrhunderts erbaute Kapelle war die Grabstätte von Bischof Erchanbert († 854), die sich dieser an dieser Stelle gewünscht hatte. Bis ins 18. Jahrhundert ist wenig über das Gebäude bekannt.

### Peterspakt & Bruderschaft St. Peter
In gemeinsamer Sorge mit Bischof Johann Franz Eckher von Kapfing und Liechteneck um den Bistumsklerus gründete Philipp Franz Lindmayr 1719 (Diözesanvisitator und Kanonikus von St. Andrä) den Peterspakt, der zwei Jahre später zur Bruderschaft erhoben wurde.

### Ende der Kapelle
Im Zuge der Säkularisation ging die Kirche am 27. November 1802 in den Besitz des Kurfürstentums Bayern über. Nach der Schließung der Kirche am 31. Dezember des gleichen Jahres wurden die Gebeine des Erchanbert am 19. April 1803 aus der Marmortumba in den Freisinger Dom überführt. Danach wurde das Gebäude abgebrochen. Heute steht an der Stelle der Kapelle ein Holzkreuz (Kruzifix auf dem Domberg).

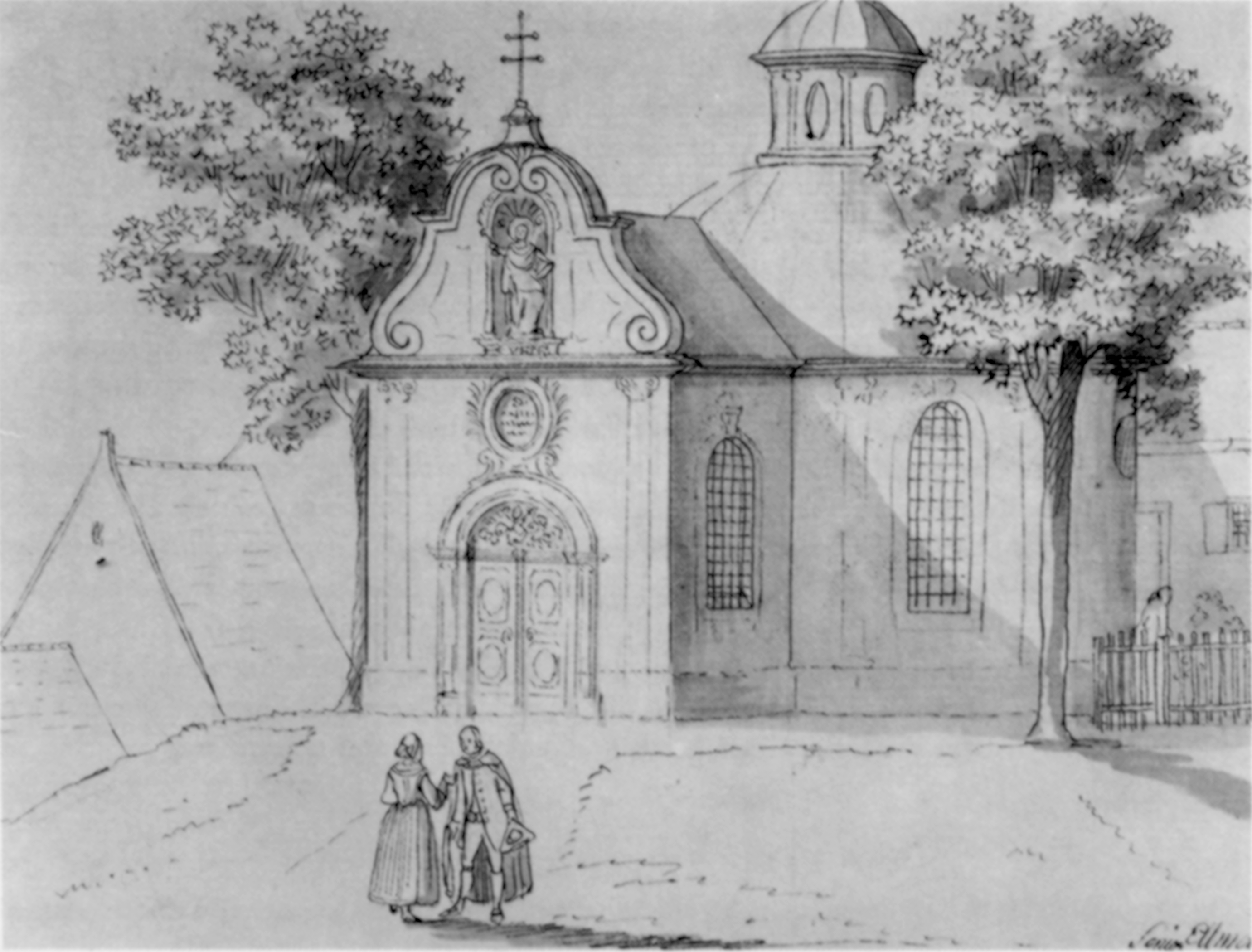
Peterskapelle um 1700, Federzeichnung von Peter Ellmer
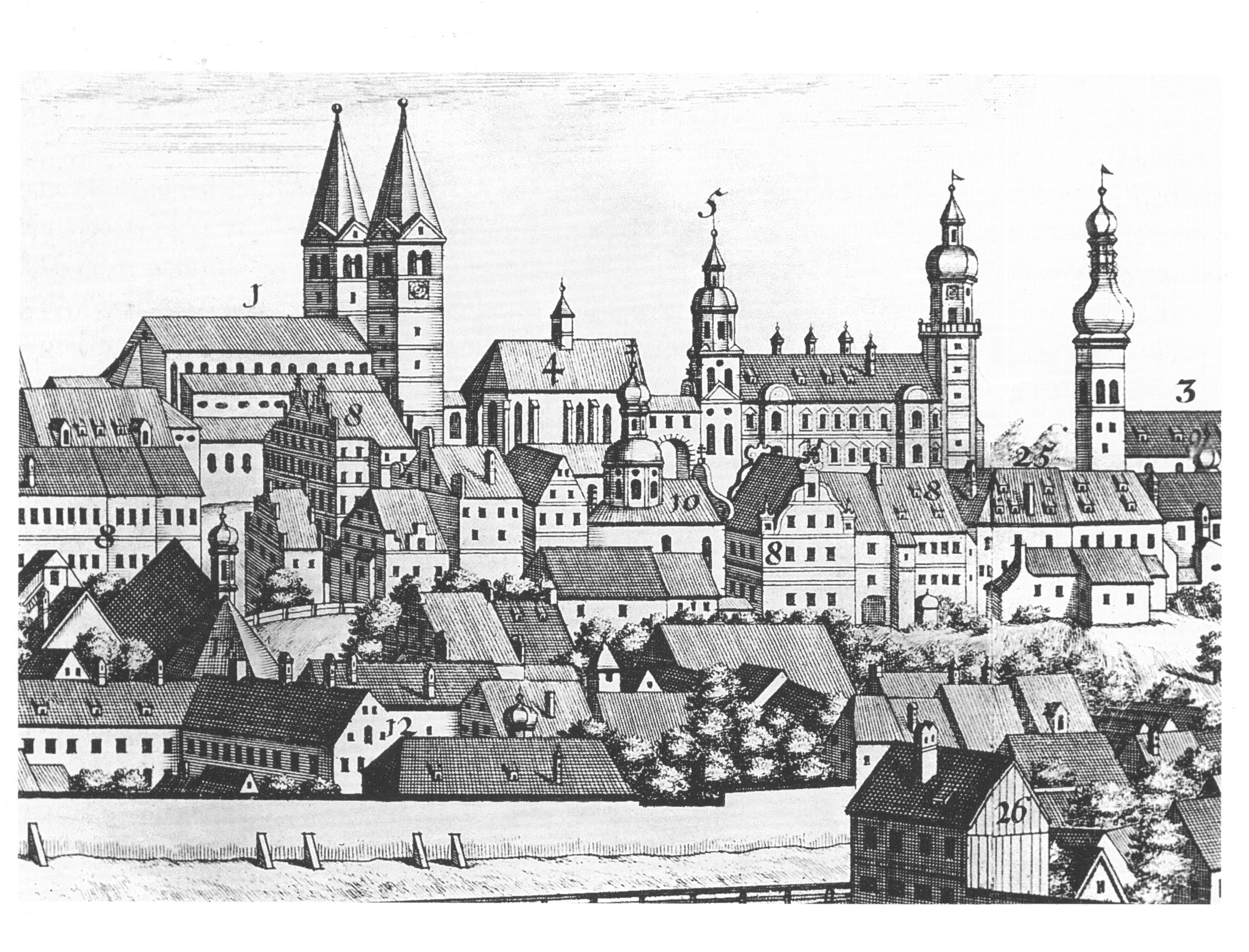
Ansicht des Dombergs mit der Peterskapelle (Nr. 10)